# Studio e.go!
Studio e.go!是日本一家開發成人遊戲的公司，於1998年由原畫師山本和枝創立。該公司的吉祥物為一隻胖麻雀「迪波」（デボ），常在遊戲軟體中出現。該公司的一些作品透過台灣信必優多媒體改為全年齡中文版，改動方面包括刪去限制級情節；在推出中文版《新聖魔大戰》後，曾有消息指信必優會把《IZUMO》中文化，但最後沒有成事，日後再無把遊戲中文化。
2001年，Studio e.go!成立了新品牌BlueImpact，遊戲的方向以BL十八禁遊戲為主，如《Angel's Feather》系列。但首套以BlueImpact名義發行的作品《快樂的工作天》（わーきんぐDAYS）並非BL十八禁遊戲。
除台灣外，Studio e.go!也於韓國推出全年齡版遊戲，包括《Castle Fantasia 艾倫希亞戰記》、《IZUMO》、《IZUMO2》及《Eternal Kingdom》。一些遊戲又於日本透過Art-in網站推出收費下載版。
2009年3月17日，山本和枝等另創立迪波之巢製作所（でぼの巣製作所），此後Studio e.go!僅保留品牌，《Angel's Feather》系列成為BlueImpact唯一的BL十八禁遊戲系列。
現時Studio e.go!的舊網站已被刪除，但迪波之巢製作所於2014年8月取得Studio e.go!作品的著作權並且另外新建以販售下載版和提供修正檔為主的Studio e･go!網站，但沒有承接Studio e.go!作品的販賣。

## 作品列表

### Studio e・go!
| 遊戲名稱 | 中文名稱（暫譯）                     | 發售日期                                                        |
| -------- | ------------------------------------ | --------------------------------------------------------------- |
|          | 城堡幻想曲                           | 1998年5月22日 2002年5月24日（復刻版）                           |
|          | Castle Fantasia 聖魔大戰             | 1998年11月20日 2002年4月26日（復刻版）                          |
|          | 亂世奇緣                             | 1999年5月28日 2002年6月28日（復刻版）                           |
|          | Men at Work!                         | 1999年7月30日 2002年7月26日（復刻版）                           |
|          | 紅淚                                 | 1999年12月17日 2002年7月26日（復刻版）                          |
|          | Castle Fantasia 艾倫希亞戰記         | 2000年4月21日                                                   |
|          | TWINWAY 在剎那的一瞬間               | 2000年7月14日                                                   |
|          | Men at Work!2 永遠的羈絆             | 2000年11月17日                                                  |
|          | 新聖魔大戰                           | 2000年12月22日（盒裝） 2008年5月8日（下載）                     |
|          | 蒼青色的月光                         | 2001年4月20日                                                   |
|          | My fair Angel                        | 2001年7月27日（CD） 2006年3月31日（DVD） 2008年4月18日（下載）  |
|          | 快樂的工作天                         | 2001年10月26日（盒裝） 2008年9月9日（下載）                     |
| IZUMO    | IZUMO                                | 2001年12月21日（CD） 2002年2月22日（DVD） 2008年3月28日（下載） |
|          | 雪融化的一刻                         | 2002年4月19日（CD） 2002年5月24日（DVD）                        |
|          | 愛本堡之風                           | 2002年7月26日（CD） 2004年2月27日（DVD） 2008年9月19日（下載）  |
|          | 天使與惡魔                           | 2002年10月25日（CD） 2003年3月28日（DVD） 2008年5月15日（下載） |
|          | Men at Work!3 獵人們的青春           | 2002年12月27日（CD/DVD） 2008年10月21日（下載）                 |
|          | 夏神樂                               | 2003年6月20日                                                   |
|          | Castle Fantasia 艾倫希亞戰記 Renewal | 2003年7月25日                                                   |
|          | 學園天堂                             | 2003年10月24日                                                  |
|          | 浪者                                 | 2003年12月26日                                                  |
|          | 魔王的女兒們                         | 2004年4月23日                                                   |
| IZUMO2   | IZUMO2                               | 2004年7月30日（CD/DVD） 2008年3月28日（下載）                   |
|          | 風之繼承者                           | 2004年11月26日（CD/DVD） 2008年11月21日（下載）                 |
|          | 人型遺跡                             | 2004年12月24日                                                  |
|          | 鬼神樂                               | 2005年4月28日                                                   |
| IZUMO零  | IZUMO零                              | 2005年9月22日（盒裝） 2008年7月5日（下載）                      |
|          | TWINWAY 擁抱此刻                     | 2005年10月28日（盒裝） 2008年10月9日（下載）                    |
| [ a ]    | 迪波巢箱                             | 2005年12月22日                                                  |
|          | IZUMO2 學園狂想曲                    | 2006年4月28日（盒裝） 2008年5月28日（下載）                     |
|          | Men at Work!4                        | 2006年9月1日                                                    |
|          | 巫女婚                               | 2006年10月27日                                                  |
|          | 寵物回歸                             | 2006年1月24日                                                   |
|          | 青空Magiccer                         | 2006年12月22日（盒裝） 2008年7月16日（下載）                    |
|          | 麻煩的日子                           | 2007年4月20日（盒裝） 2008年9月10日（下載）                     |
| IZUMO3   | IZUMO3                               | 2007年7月27日                                                   |
|          | Xvain                                | 2007年10月26日（盒裝） 2008年9月22日（下載）                    |
|          | 月神樂                               | 2007年12月21日                                                  |
|          | Little Peace                         | 2008年3月28日 (Vol.1) 2008年5月30日 (Vol.2)                     |
|          | Eternal Kingdom                      | 2008年7月25日（盒裝） 2008年12月3日（下載）                     |
|          | 淫辱性姬                             | 2008年10月31日                                                  |
|          | 時之戰華                             | 2009年1月23日                                                   |
| IZUMO4   | IZUMO4                               | 2015年12月25日                                                  |
|          |                                      | 2016年12月22日                                                  |
|          |                                      | 2017年4月26日                                                   |

### BlueImpact
| 遊戲名稱                   | 發售日期                                 |
| -------------------------- | ---------------------------------------- |
| Angel's Feather            | 2003年4月25日（CD） 2005年4月28日（DVD） |
| Angel's Feather -琥珀の瞳- | 2005年7月29日                            |
| AF 温泉モノ                | 開發中止                                 |
| White Shadow               | 開發中止                                 |

## 外部連結
- Studio e.go! (年齡限制)取自網際網路檔案館（日語）
- Studio e･go!（页面存档备份，存于）迪波之巢製作所的新網站（日語）
- Studio e･go!的X（前Twitter）（日語）